# Swisher megye
Swisher megye az Amerikai Egyesült Államokban, azon belül Texas államban található. Megyeszékhelye és legnagyobb városa Tulia. Lakosainak száma 6971 fő (2020. április 1.). Swisher megye Briscoe, Hale, Floyd, Castro, Randall és Armstrong megyékkel határos.

## Népesség
A megye népességének változása:
| Lakosok száma | 7894 | 7819 | 7880 | 7763 | 7533 | 6971 |
|               | 2010 | 2011 | 2012 | 2013 | 2015 | 2020 |